# Svjatoslav II. Jaroslavič
Svjatoslav II. Jaroslavič (rusky Святослав Ярославич; asi 1027 – 27. prosince 1076) byl kníže Vladimiru (1040–1054), černigovský kníže (1054–1073) a kníže Kyjevské Rusi (1073–1076). Byl synem Jaroslava Moudrého a Ingegerdy Švédské.

## Život
Po smrti svého otce se Svjatoslavův starší bratr Izjaslav stal knížetem Kyjevské Rusi společně se svými bratry Vsevolodem a Svjatoslavem. Této trojici se říkalo Jaroslavci, něco jako římský triumviát. Bratři se ale patrně už v roce 1070 rozešli a začali proti sobě válčit. V roce 1073 Svjatoslav společně s Vselovodem svrhl Izjaslava z trůnu a ujal se vlády. Zemřel už ale za tři roky, poté, co mu měl být při chirurgickém zákroku odstraněn nádor.